# Jean Sincere
Jean Sincere, auch Jean Sincere Zambello, (* 16. August 1919 in Mount Vernon, New York; † 3. April 2013 in Los Angeles, Kalifornien) war eine US-amerikanische Schauspielerin mit Charakterrollen im Film, Fernsehen und dem Theater. Darüber hinaus arbeitete sie auch als Synchronsprecherin.

## Leben
Jean Sincere wurde 1919 in Mount Vernon im Bundesstaat New York geboren. Nach einer Schauspielausbildung gab sie ihr Broadway-Debüt 1941 in Joseph Kesselrings Arsen und Spitzenhäubchen. Während des Zweiten Weltkrieges schloss sie sich der United Service Organizations (USO) an und unterhielt die amerikanischen Truppen.
1949 wandte sich Jean erfolgreich dem Fernsehen zu und spielte dort in Episoden von populären Serien. Zu ihren Auftritten in dem neuen Medium gehörten The Philco Television Playhouse (1949), Lux Video Theatre (1950–1951), Producers' Showcase (1957) oder The Comedy Spot.
1977 sah man sie im Kino auch in Harold Princes Das Lächeln einer Sommernacht.
Seit Mitte der 1980er Jahre spielte sie zahlreiche Rollen in Film und Fernsehen. Auf der Leinwand sah man sie 1987 in Fred Schepisis romantischer Liebeskomödie Roxanne mit Steve Martin und Daryl Hannah und 1988 in Paul Goldings Horror-Thriller Pulse. Zudem arbeitete sie auch als Synchronsprecherin, unter anderem 2004 in Brad Birds Pixar-Film Die Unglaublichen wo sie der Mrs. Hogenson ihre Stimme lieh. Ihre letzte Rolle hatte sie in der Nickelodeon-Serie iCarly im November 2012.
1949 heiratete sie Charles Carmine Zambello, der im Jahr 1992 verstarb. Aus der Ehe gingen zwei Kinder hervor, die Opern- und Theaterregisseurin Francesca Zambello und der Antiquitätenhändler Larry Zambello.
Sincere starb am 3. April 2013 nach kurzer Krankheit im Alter von 93 Jahren in Los Angeles.

## Filmografie (Auswahl)
Filme
- 1977: Das Lächeln einer Sommernacht (A Little Night Music)
- 1985: Mord à la Carte (Thirteen at Dinner, Fernsehfilm)
- 1987: Roxanne
- 1988: Liebe ist mein Geschäft (Addicted to His Love, Fernsehfilm)
- 1988: Skandal in einer kleinen Stadt (Scandal in a Small Town, Fernsehfilm)
- 1988: Pulse
- 2004: Die Unglaublichen (The Incredibles, Stimme von Mrs. Hogenson)
- 2009: Mending Fences (Fernsehfilm)

Fernsehserien
- 1985;1987: The Facts of Life (82 Folgen)
- 1986: Cagney & Lacey (eine Folge)
- 1987: Chefarzt Dr. Westphall (St. Elsewhere, eine Folge)
- 1989: Alien Nation (eine Folge)
- 1990: Wer ist hier der Boss? (Who’s the Boss?, eine Folge)
- 1990: Dallas (eine Folge)
- 1991: Hallo Schwester! (Nurses, eine Folge)
- 1992: Murphy Brown (eine Folge)
- 1992: Wunderbare Jahre (The Wonder Years, eine Folge)
- 1993: Renegade – Gnadenlose Jagd (Renegade, eine Folge)
- 1993: Love & War (eine Folge)
- 1994: Harrys Nest (Empty Nest, eine Folge)
- 1994: Party of Five (eine Folge)
- 1994: Superman – Die Abenteuer von Lois & Clark (Lois & Clark: The New Adventures of Superman, eine Folge)
- 1995: Courthouse (eine Folge)
- 1995: Der Klient (The Client, eine Folge)
- 1996: Eine himmlische Familie (7th Heaven, eine Folge)
- 1997: X-Factor: Das Unfassbare (Beyond Belief: Fact or Fiction, eine Folge)
- 1997: Drew Carey Show (The Drew Carey Show, eine Folge)
- 1997: Pretender (The Pretender, eine Folge)
- 1997: Carol läßt nicht locker (Alright Alread, eine Folge)
- 1999: Alle lieben Raymond (Everybody Loves Raymond, eine Folge)
- 1999: Emergency Room – Die Notaufnahme (ER, eine Folge)
- 2000: Strong Medicine: Zwei Ärztinnen wie Feuer und Eis (Strong Medicine, eine Folge)
- 2002: Malcolm mittendrin (Malcolm in the Middle, eine Folge)
- 2002: Ally McBeal (eine Folge)
- 2002: MDs (eine Folge)
- 2003: Frasier (eine Folge)
- 2003: Die Parkers (The Parkers, eine Folge)
- 2003: Absolut relativ (It’s All Relative, eine Folge)
- 2005: Invasion (eine Folge)
- 2007: Private Practice (eine Folge)
- 2008: October Road (eine Folge)
- 2010–2011: Glee (3 Folgen)
- 2012: iCarly (eine Folge)